# Emin Alper
Emin Alper (ur. 13 sierpnia 1974 w Karaman) – turecki reżyser i scenarzysta filmowy.

## Życiorys
Studiował ekonomię i historię na Uniwersytecie Boğaziçi w Stambule. Posiada tytuł doktora współczesnej historii Turcji. W czasie studiów ukształtowała się jego pasja do kina - Alper zaczął pisać wtedy recenzje i scenariusze, organizował także spotkania z wybitnymi twórcami tureckiego kina (m.in. Nuri Bilge Ceylan, Zeki Demirkubuz).
Dotychczas nakręcił cztery filmy fabularne. Zwrócił na siebie uwagę krytyki już swoim debiutem Za wzgórzem (2012). Obraz zdobył Nagrodę Caligariego na 62. MFF w Berlinie, gdzie był prezentowany w sekcji "Forum". Druga fabuła Alpera, kafkowska Blokada (2015), przyniosła mu Nagrodę Specjalną Jury na 72. MFF w Wenecji. Z kolei utrzymana w stylu Czechowa Opowieść o trzech siostrach (2019) miała swoją premierę w konkursie głównym na 69. MFF w Berlinie, gdzie spotkała się z pozytywnym przyjęciem. Gorące dni (2022) łączyły w sobie elementy thrillera politycznego, wątku katastrofy klimatycznej oraz tematyki LGBT, za co reżysera spotkał ostracyzm ze strony władz tureckiej kinematografii, żądających zwrotu środków przeznaczonych na dofinansowanie produkcji. 
Poza pracą w branży filmowej, Alper wykłada historię współczesną na Wydziale Nauk Humanistycznych i Społecznych na Uniwersytecie Technicznym w Stambule.